# Челеано (Мачерата)
Челеано (итал. Celeano) насеље је у Италији у округу Мачерата, региону Марке.
Према процени из 2011. у насељу је живело 24 становника. Насеље се налази на надморској висини од 356 м.